# جراحی دندان
جراحی دندان هر روش پزشکی است که شامل اصلاح مصنوعی دندان یا به عبارت دیگر، جراحی دندان‌ها، لثه‌ها و استخوان‌های فک می‌شود.

## انواع
بعضی از انواع روش‌های جراحی دندان عبارتند از:
- ارتودنسی
- لثه‌درمانی
- ریشه‌درمانی
- پروتزدرمانی
- جراحی ریشه دندان
- جراحی دهان و فک و صورت